# بوب مارشال
بوب مارشال (بالإنجليزية: Bob Marshall)‏ هو سياسي أمريكي، ولد في 9 يونيو 1934 في سان فرانسيسكو في الولايات المتحدة، وتوفي في 8 مايو 2012 في بورلينغامي في الولايات المتحدة.